# Anahis
Anahis est un prénom dérivé du prénom Anne ou Anna (qui a d'autres variantes comme Anaïs (variante provençale-française) Anays, Anahita (perse), Anahid (ou Anahide), Anahit (ou Anahite), etc.).
Anne, Anna et leurs dérivés sont des prénoms féminins anciens, très courants aussi bien en occident qu'en orient : on retrouve différentes origines pour Anne/Anna comme Hanna en hébreu (signifiant "grâce") ou Ana ou Anna en perse, diminutifs d'Anahita.
Anahita est la divinité de l'eau, de l'abondance et de la grâce, ce qui l'apparente à Hanna, origine hébraïque d'Anne.
Parmi ces origines pour Anne et sa dérivée Anahis ou Anaïs ou Anays, Annahita (perse-iranien) et Hanna (hébreu) sont les plus vraisemblables. Parmi ses variantes, Anaïs, Anays et Anne sont fréquemment utilisés en occident et Anahita, Anna, Ana, Anahid(e), Anahis et Anahit(e) souvent utilisés en orient (du nord de l’Inde jusqu’au Kurdistan irakien et même en Turquie, Anahid étant la version arménienne du prénom perse Anahit(a)).